# Davide di Svezia
San Davide di Svezia, conosciuto anche come san Davide di Västerås (... – Munkathorp, 1082?), è stato un santo svedese di Västerås.

## Biografia
Era un monaco cluniacense di origine anglosassone, mandato verso il 1020 come missionario in Svezia. Realizzò un'opera di evangelizzazione del popolo svedese ancora pagano. Cominciò dal sud, per continuare con la regione centro-orientale del paese. Abitò nel luogo dove ora sorge la chiesa di Munkathorp che con il suo nome ricorda appunto il monaco (munk) che battezzava i nuovi convertiti nell'acqua di una vicina sorgente.
Nella storia della chiesa svedese viene ricordato come l'apostolo del Västmanland e primo vescovo di Västerås.
Probabilmente morì nel 1082 e il suo corpo fu sepolto a Munkathorp, Köping; quattro secoli dopo, nel 1463 fu traslato nella cattedrale della sua sede vescovile.

## Culto
Come successe anche per altre reliquie di santi cattolici, quando in Svezia subentrò il luteranesimo esse furono trasferite nel cimitero, e il suo sarcofago fu distrutto.
Il suo simbolo è un guanto, a causa di una leggenda che narra che in una certa occasione appese i suoi guanti ad un raggio di sole.
La sua memoria liturgica si celebra il 25 giugno.